# Énergie au Qatar
Le secteur de l'énergie au Qatar revêt une importance d'ordre mondial en raison des immenses réserves de gaz naturel dont dispose ce petit émirat : 11,6 % des réserves mondiales en 2020, au 3e rang mondial derrière la Russie (23,2 %) et l'Iran (16,5 %) ; sa part dans la production mondiale est de 4,4 %, au 5e rang mondial. Dans une moindre mesure, c'est aussi un producteur de pétrole : 15e rang mondial avec 1,7 % de la production mondiale.
La quasi-totalité de l'électricité produite dans l'émirat est fournie par des centrales au gaz ; la part du solaire est seulement de 0,2 % en 2021.
Les émissions de CO2 par habitant au Qatar sont les plus élevées au monde : 30,36 t/hab en 2017, soit plus du double de celles des États-Unis et sept fois celles de la France. Ces émissions proviennent pour les deux tiers des industries de l'énergie.

## Secteur amont

Production de pétrole (en fait majoritairement des condensats).

Une énorme production de gaz, essentiellement exportée.

### Réserves
Les réserves prouvées de pétrole du Qatar étaient estimées par l'Agence fédérale allemande pour les sciences de la terre et les matières premières (BGR) à 3,43 Gt (milliards de tonnes) fin 2020, soit 1,4 % du total mondial, au 14e rang mondial, loin derrière le Vénézuela (19,3 %), l'Arabie saoudite (16,2 %), le Canada (10,8 %) et l'Iran (8,8 %). Elles représentaient 45 années de production au rythme de 2020 : 75,9 Mt. Elles ont diminué de 5,8 % depuis 2010.
Les réserves prouvées de gaz naturel du Qatar étaient estimées par l'Agence fédérale allemande pour les sciences de la terre et les matières premières (BGR) à 23 860 Gm3 (milliards de m³) fin 2020. Ces réserves classaient le Qatar au 3e rang mondial avec 11,6 % du total mondial, derrière la Russie (23,2 %) et l'Iran (16,5 %). Elles ont augmenté de 18 % depuis 2010. Elles représentent 129 années de production au rythme de 2020 : 184,9 Gm3.

### Production
En 2021, le Qatar a produit 73,3 Mt (millions de tonnes) de pétrole, soit 1,75 Mb/j (millions de barils par jour), au 15e rang mondial avec 1,7 % du total mondial, en hausse de 2,1 % en 2021, mais en recul de 5,7 % depuis 2011.
La production de pétrole brut au sens strict — celle soumise aux quotas de l'OPEP — est beaucoup plus faible : 565 000 b/j en 2016 selon l'OPEP. La production des "autres liquides", c'est-à-dire les condensats, GPL et carburants synthétiques est donc prépondérante dans ce pays, situation inhabituelle.
En 2021, le Qatar a produit 177 Gm3 (milliards de m³) de gaz naturel, soit 6,37 EJ (exajoules), au 5e rang mondial avec 4,4 % du total mondial, derrière les États-Unis (23,1 %), la Russie (17,4 %), l'Iran (6,4 %) et la Chine (5,2 %) ; cette production est en hausse de 1,4 % en 2021 et de 18 % depuis 2011.

### Dukhân
Dukhân est le plus grand gisement de pétrole du pays, et le seul onshore. C'est un gisement ancien, découvert en 1940 et produisant depuis 1949. L'injection d'eau y est pratiquée depuis 1989, et depuis 2006 on y injecte également du gaz naturel venant du North Dome.

### North Dome
Le gisement North dome, appelé South Pars par les Iraniens, est de loin le plus grand gisement de gaz naturel au monde, situé en mer et partagé entre les deux pays. Il a été découvert en 1971. Ses réserves seraient de l'ordre de 51 000 km3 de gaz naturel (dont un quart pour la partie iranienne), soit 20 % des réserves mondiales connues. À cela s'ajouteraient 50 milliards de barils de condensats. Il représente la quasi-totalité des réserves de gaz du Qatar.
Depuis la construction de la première plate-forme en 1989, la production de gaz a augmenté graduellement. Cependant, en 2005, un moratoire sur les nouveaux projets de production de gaz a été déclaré, en vue d'étudier mieux le gisement et simplement de prolonger sa durée de vie. Il a depuis été reconduit. Les différents projets initiés avant le moratoire ont cependant été menés à bien. Le côté iranien du gisement pourrait donc à moyen terme produire davantage que le côté qatari, ce qui posera à plus ou moins long terme la question du partage des réserves, le gaz ayant tendance à s'écouler vers le côté le plus exploité (donc dépressurisé) du gisement.
Le projet North Field East, lancé à l'été 2019 et dont les premiers travaux ont été confiés en 2021 à Technip et à son partenaire nippon Chiyoda, doit démarrer en 2026. Il permettra de produire au total 32 Mt de GNL par an, grâce à la construction de 4 unités de liquéfaction de 8 Mt chacune. En juin 2022, TotalEnergies est sélectionné par le Qatar pour prendre 25 % d'une coentreprise créée avec la compagnie nationale QatarEnergy (QE), qui détiendra elle-même 25 % du projet North Field East. TotalEnergies détiendra donc 6,25 % du projet. Le Qatar a également lancé la recherche de partenaires sur North Field South, et compte ainsi faire passer sa production totale de 77 Mt par an aujourd'hui à 126 Mt en 2027.

### Autres gisements
Al-Shaheen est un gisement de pétrole situé au-dessus du North Dome. Il est exploité par Maersk Oil, mais la part de 30 % que la compagnie danoise détenait a été réattribuée à Total pour 2017 - QP gardant une part de 70 %. Le gisement produit 300 000 b/j environ.
D'autres gisements offshore se situent dans les eaux territoriales de l'émirat, à l'est de la péninsule.

## Secteur aval

### Raffinage
En 2021, le Qatar dispose d'une capacité de raffinage de 429 kbl/j (milliers de barils par jour), en progression de 52 % en dix ans, soit 0,4 % de la capacité mondiale.
Le pays possèdent deux raffineries à Mesaieed et Ras Laffan.

### Consommation de pétrole et de gaz
En 2021, le Qatar a consommé 0,49 EJ de pétrole, en progression de 36 % en dix ans, soit 0,3 % de la consommation mondiale de pétrole. Il consomme 18 % de sa production. Sa consommation de gaz naturel s'élève à 40 Gm3, soit 1,44 EJ, en progression de 38 % en dix ans, soit 1,0 % de la consommation mondiale de gaz naturel.

### Exportations de gaz naturel
Le Qatar est le troisième exportateur de gaz naturel au monde, après la Russie et les États-Unis. Alors que les exportations russes se font principalement par des gazoducs courant vers l'Europe et la Turquie, Qatar exporte principalement par mer sous forme de gaz naturel liquéfié (GNL).
En 2021, ses exportations par gazoducs s'élevaient à 21,1 Gm3, dont 19,5 Gm3 vers les Émirats arabes unis et 1,6 Gm3 vers Oman. Ses exportations de GNL s'élevaient à 106,8 Gm3, soit 20,7 % des exportations mondiales de GNL, dont 76,9 Gm3 vers l'Asie (Corée du sud : 16,1 Gm3, Inde : 13,6 Gm3, Japon : 12,3 Gm3, Chine : 12,3 Gm3, Pakistan : 8,1 Gm3, Taîwan : 6,5 Gm3, etc) et 22,5 Gm3 vers l'Europe (Italie : 6,5 Gm3, Royaume-Uni : 6,0 Gm3, Belgique : 3,2 Gm3, Espagne : 2,4 Gm3, etc). Au total, ses exportations représentaient 10,5 % du total mondial contre 19,8 % pour la Russie et 14,7 % pour les États-Unis.
En novembre 2022, l'entreprise publique chinoise Sinopec, conclut un accord avec Qatar Energy pour la fourniture de 4 millions de tonnes de GNL chaque année sur vingt-sept ans. Il s'agit de la plus longue durée de contrat dans l'histoire de l'industrie du GNL.
Le 29 novembre 2022, le Qatar annonce la signature d'un contrat de 2 Mt de GNL par an (2,7 Gm3) alimenter l'Allemagne en gaz naturel liquéfié (GNL) pendant 15 ans à partir de 2026.
Le 11 octobre 2023, TotalEnergies signe avec le Qatar deux contrats d'approvisionnement en GNL portant sur une durée de 27 ans. Le gaz proviendra des champs gaziers de North Field East et North Field South, dont TotalEnergies détient respectivement 6,25 % et 9,375 %. La compagnie nationale QatarEnergy livrera jusqu'à 3,5 Mt de GNL par an à la France à partir de 2026. Ces livraisons d'énergie fossile se poursuivront donc au-delà de 2050, date à laquelle la France s'est engagée à atteindre la neutralité carbone. La France est le quatrième importateur de GNL au monde après le Japon, la Chine et la Corée du Sud. Le Qatar entend augmenter de 60 % sa production de GNL d'ici à 2027 et la porter à 126 Mt/an grâce au projet d'expansion du champ de North Field. L'émirat a signé des contrats de 27 ans avec les compagnies chinoises Sinopec et China National Petroleum Corporation et des contrats de 15 ans avec les groupes allemands Uniper et RWE.

#### Qatargas
Qatargas gère un énorme terminal de liquéfaction à Ras Laffan. Les sept trains, construits de 1996 à 2010 avec des partenaires internationaux différents (mais QP détient au moins 65 % à chaque fois), totalisent une capacité de production de 36,7 Mt/an de GNL. Ses principaux clients sont le Japon, l'Espagne, le Royaume-Uni.

#### Rasgas
Également à Ras Laffan, l'autre entreprise Qatarie de GNL, Rasgas, possède également sept trains de liquéfaction pour une capacité totale de 36 Mt/an. La Corée du Sud est son plus gros client.

#### Gazoducs
Le gazoduc Dolphin part de Ras Laffan, et traverse la mer jusqu'à Dubaï, de là il continue vers Fujaïrah puis vers le sultanat d'Oman, exportant un maximum de 33 milliards de m³ par an. Cette situation est paradoxale puisque les Émirats aussi bien qu'Oman ont d'importantes réserves de gaz et sont tous deux exportateurs de GNL. L'explication réside dans plusieurs facteurs, notamment les prix artificiellement bas (pour le marché intérieur) qui n'encouragent pas ces pays à développer leurs réserves de gaz autrement que pour l'export et la rivalité entre Abu Dhabi et Dubaï au sein des Émirats.
Si Dolphin est le seul gazoduc d'exportation opérationnel, d'autres projets ont été proposés. L'idée d'un gazoduc passant par Oman puis traversant la Mer d'Arabie afin d'exporter du gaz vers le Pakistan (voire l'Inde) a été proposée dès 1993, elle a ressurgi plusieurs fois depuis (sous la forme d'un prolongement du gazoduc Dolphin) sans jamais faire d'avancées décisives. Le Gazoduc Qatar-Turquie destiné à exporter vers la Turquie, et au-delà vers l'Europe, est aussi resté jusqu'ici à l'état de proposition.

### Transformation du gaz naturel
Le Qatar possède également des usines de carburant synthétique utilisant du gaz naturel : Pearl GTL (coentreprise avec Shell) avec une capacité de 140 000 barils/jours, et Oryx GTL (coentreprise avec Sasol) avec 34 000 barils/jours.
Le Qatar est aussi un exportateur important de produits pétrochimiques dérivés du gaz : engrais azotés, ammoniac, éthylène, urée et leur dérivés notamment. Tous ces produits sont fabriqués par Qatar Petrochemical Company (QAPCO) et Qatar Fertiliser Co. (QAFCO), filiales de Qatar Petroleum, dans leurs installations de Mesaieed.

## Secteur de l'électricité
En 2021, selon les estimations de BP, le Qatar a produit 51,7 TWh d'électricité, en hausse de 5,2 % en 2021 et de 68 % depuis 2011, soit 0,2 % de la production mondiale, loin derrière l'Arabie saoudite (1,3 %), l'Iran (1,3 %) et les Émirats arabes unis (0,5 %). L'énergie solaire produit 0,1 TWh d'électricité.
En 2017, la totalité des 45,6 TWh produits par l'émirat a été fournie par des centrales au gaz. La consommation d'électricité se répartit en 44,4 % pour le secteur résidentiel, 28,1 % pour l'industrie et 18,4 % pour le secteur tertiaire.
Les principales centrales sont les centrales à cycles combinés situées à Ras Laffan, construites en trois phases pour un total de 4 500 MW. En plus de l'électricité, ces centrales utilisent leur chaleur résiduelle pour le dessalement de l'eau de mer. On trouve aussi une centrale de 2 000 MW à Mesaieed et deux centrales plus petites. Une nouvelle centrale de 2 500 MW avec dessalement est, en 2016, en construction à Umm Al Houl au sud de Doha.
Comme ailleurs au Moyen-Orient, la climatisation représente une part très importante de la consommation électrique, ce qui se traduit par une consommation largement plus élevée l'été que l'hiver, à l'inverse de la situation observée en Europe, en Asie septentrionale ou en Amérique du Nord.
Un important consommateur d'électricité est la fonderie d'aluminium Qatalum à Mesaieed.

### Énergie solaire
Afin de diversifier ses sources d'énergie, le Qatar a choisi de développer l'électricité photovoltaïque ; en 2014 une usine de panneaux solaires, d'une capacité de production annuelle de 300 MWc est inaugurée à Doha.
Le ministère de l'Énergie annonce le 19 janvier 2020 la signature d'un contrat de 470 millions de dollars pour la construction de sa première centrale solaire par une coentreprise entre des entreprises d'État qataries (60 %), le japonais Marubeni et le français Total. Cette centrale de 800 MWc, dénommée Al-Kharsaah, est érigée sur 10 km2 près de la capitale Doha et a été officiellement achevée le 18 octobre 2022,.
Alors que la centrale solaire d'Al-Kharsaa a commencé à alimenter le réseau national en juillet 2022, Qatar Energy annonce le 23 août 2022 deux grands projets de centrales solaires qui feront plus que doubler sa production photovoltaïque d’ici deux ans. Ces nouvelles centrales, à Mesaieed Industrial City (Sud) et Ras Laffan Industrial City (Nord), porteront la production photovoltaïque de l’émirat à 1 675 GWc d’ici fin 2024. Le Qatar entend produire 5 GWc d’énergie solaire d’ici 2035.
En 2022, le Qatar a installé 800 MWc.
Le 1er septembre 2024, le ministre qatari de l'Énergie, Saad Al-Kaabi, annonce la construction d'une centrale solaire de 2 000 MWc dans la région de Dukhan, à quelque 80 kilomètres à l'ouest de Doha. Cette centrale devrait être opérationnelle d'ici 2030 et sera l'une des plus grandes du monde. Le Qatar produira ainsi 4 000 MW d'énergie décarbonée d'ici à 2030, soit 30 % de la production totale d'électricité du pays.

## Aspects environnementaux
Le Qatar a émis en 2021, par combustion d'hydrocarbures et autres activités liées à l'énergie, un total de 115,3 Mt (millions de tonnes) de CO2, contre 74,2 Mt en 2011, soit une progression de 55 % en dix ans ; sa part des émissions mondiales est de 0,3 %. Les émissions de CO2 par habitant s'élevaient à 30,36 t/hab en 2017, soit 2,1 fois celles des États-Unis : 14,61 t/hab et 6,7 fois celles de la France : 4,56 t/hab.
Ce niveau par habitant extrêmement élevé est à relativiser, car une grande partie de ces émissions sont dues à des usines pétrochimiques dont la production est exportée, le consommateur final n'est donc pas qatari. Ainsi, en 2017, les émissions de CO2 qataries liées à l'énergie (80,1 Mt se répartissaient en 22,2 Mt dues à la production d'électricité, 30,8 Mtissues du reste de l'industrie énergétique (pétrole et gaz), 13,2 Mt des autres industries, 13,5 Mt des transports et 0,4 Mt seulement du secteur résidentiel.